# Кустарниковый траурный трупиал
Кустарниковый траурный трупиал (лат. Dives warczewiczi) — вид птиц рода траурные трупиалы семейства трупиаловых.

## Подвиды
Выделяют 2 подвида:
- D. w. warczewiczi (Cabanis, 1861) — обитает в Перу, а также в Эквадоре.
- D. w. kalinowskii Berlepsch & Stolzmann, 1892 — встречается в Перу.

## Описание
Размер кустарниковых траурных трупиалов составляет 21—28 см. Оперение чёрного цвета. Клюв и ноги чёрные. Клюв изогнутый и длинный, ноги длинные, хвост относительно короток. Средняя масса самца номинативного подвида — 85,5 г, самки — 84 г. Масса самца подвида D. w. kalinowskii — 110 г. Представители номинативного подвида имеют радужный оттенок. Оба пола похожи друг на друга. Представители подвида D. w. kalinowskii значительно крупнее представителей номинативного подвида. У них более длинный клюв.

## Среда обитание
Как правило, представители этого вида не встречаются на высоте более 1500 м. Несмотря на это, в Перу данный вид зарегистрирован на высоте до 3000 м.

## Образ жизни
Представителей данного вида часто можно увидеть в открытых сельскохозяйственных, а также в открытых лесных районах. Они держатся небольшим стаями.

## Продолжительность поколения
Продолжительность поколения кустарниковых траурных трупиалов составляет 4,6 года.

## Популяция
Популяция кустарниковых траурных трупиалов увеличивается.